# Grb Bjeloruske SSR
Grb Bjeloruske SSR se temelji na grbu SSSR-a. U središnjem dijelu grba se nalazi srp i čekić, simbol komunizma. Ispod njega se nalazi globus i izlazeće sunce. Oko grba se nalazi vijenac od cvijeća lana i djeteline, kao i pšenica. Oko grba se nalazi traka s motom SSSR-a "Proleteri svih zemalja, ujedinite se" napisanim na bjeloruskom i ruskom jeziku, a ispod traka s ćiriličnom skraćenicom za "Bjelorusku Sovjetsku Socijalitičku Republiku " (БССР). Na vrhu grba se nalazi crvena zvijezda.
Grb je bio na snazi do 19. rujna 1991., kada je zamijenjen tradicionalnim grbom Pahonia, koji je zamijenjen današnjim grbom Bjelorusije 1995. godine.

## Grb tijekom povijesti
- 1919.—1927.
- 1927.—1937.
- 1937.—1938.
- 1938.—1949.
- 1958.—1981.
- 1981.—1991.

## Također pogledajte
- Grb Bjelorusije
- Zastava Bjeloruske SSR